# The Chemical Wedding
The Chemical Wedding е хевиметъл албум на Брус Дикинсън, издаден през 1998 г. Активно участие в написването на албума взима продуцента и китарист Рой Z. Албумът е вдъхновен от творби на Уилям Блейк (взети са също и няколко от картините му, както и текстове от пророческите му творби). Въпреки това заглавието идва от манифеста на Розенкройцерите – Химическа сватба на Християн Розенкройц (Chymical Wedding of Christian Rosenkreutz). Както и в предишния албум и тук китарист е Ейдриън Смит.
Очаква се да излезе филм озаглавен Chemical Wedding. Негов сценарист ще бъде Брус Дикинсън, като той ще запише и саундтрака към филма.

### Бонус песни от пре-издадената версия от 2005
- Return of the King (Дикинсън, Смит)
- Real World (Дикинсън, Рой Z)
- Confeos (Дикинсън, Рой Z)

Return of the King е оригинално включена само в японското издание. Real World и Confeos са б-страна на японското издание на сингъла Killing Floor. Real World е включена и в първото издание на албума в Бразилия, като бонус парче.

## Състав
- Брус Дикинсън – вокали
- Ейдриън Смит – китара
- Рой Z – китара
- Еди Касилас – бас
- Дейвид Ингам – барабани

гости
- Грег Шулц – клавишни на Killing Floor
- Артър Браун – гласът от Book of Thel, Jerusalem и Confeos
- Frazeeke MC, The Guru, Willy 666, Крейг Лихтенщайн – други гласове